# 雪のツバサ
「雪のツバサ」（ゆきのツバサ）は、日本のロックバンド・redballoonのデビューシングル。

## 解説
初回仕様には、『銀魂』オリジナルスーパークリアアナザージャケット（シルバーカード付）/銀魂キャラクターステッカー封入。
2016年には、『2forPLANET』がカバーをしている。

## 収録曲
全作詞：井上秋緒, 作曲：村屋光二, 編曲：redballoon、本間昭光
1. 雪のツバサ
  - テレビ東京系アニメ『銀魂』第3期エンディングテーマ
  - FM石川12月度music nexus
  - CBCラジオ『ハイパーナイト』12月度ワカサギ・マンスリー
2. 虚ろな明日
3. DAYS
4. 未来へ

## 収録アルバム
- オリジナル『FIRST STORY』（＃1,3）
- ベスト『Redballoon BEST』（＃1,3）
- オムニバス『銀魂BEST』（＃1）